# Malaja Wischera
Malaja Wischera (russisch Малая Вишера) ist eine Stadt in der Oblast Nowgorod (Russland) mit 12.461 Einwohnern (Stand 14. Oktober 2010).

## Geografie

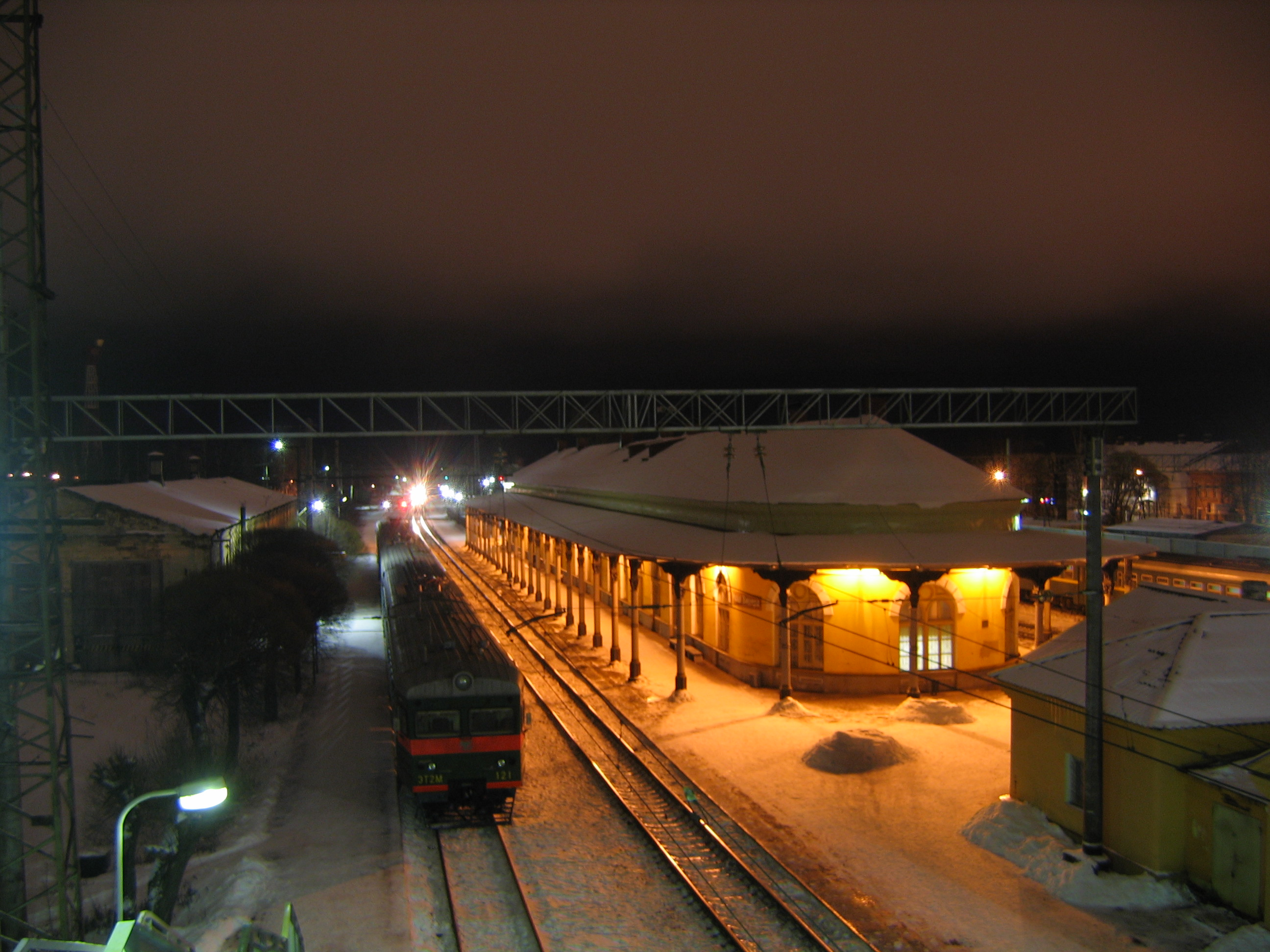
Bahnhof Malaja Wischera

Die Stadt liegt in der Ilmenniederung etwa 75 Kilometer nordöstlich der Oblasthauptstadt Weliki Nowgorod an der Malaja Wischerka (auch Malaja Wischera), einem Quellfluss der in den Wolchow mündenden Wischera.
Malaja Wischera ist Verwaltungszentrum des gleichnamigen Rajons.
Die Stadt liegt an der 1851 eröffneten Bahnstrecke Sankt Petersburg–Moskau, der ehemaligen Nikolaibahn (Streckenkilometer 162).

## Geschichte
Malaja Wischera entstand 1843 im Zusammenhang mit dem Bau der Nikolaibahn. Der Name nach dem Fluss steht für Kleine Wischera. 1860 wurde ein Eisenbahndepot errichtet und eine der ersten technischen Lehranstalten Russlands eröffnet.
1921 erfolgte die Verleihung des Stadtrechts.
Im Zweiten Weltkrieg wurde Malaja Wischera am 24. Oktober 1941 von der deutschen Wehrmacht besetzt und bereits am 20. November 1941 von Truppen der 52. Armee der Roten Armee im Rahmen der Schlacht um Tichwin zurückerobert.

### Bevölkerungsentwicklung
| Jahr | Einwohner |
| ---- | --------- |
| 1897 | 4.851     |
| 1926 | 9.432     |
| 1939 | 17.620    |
| 1959 | 16.109    |
| 1970 | 15.381    |
| 1979 | 15.724    |
| 1989 | 15.647    |
| 2002 | 14.182    |
| 2010 | 12.461    |

Anmerkung: Volkszählungsdaten

## Kultur und Sehenswürdigkeiten
Im 40 km von Malaja Wischera entfernten Dorf Pechowo steht eine Holzkirche aus dem 17. Jahrhundert. In den umliegenden Dörfern Snamenka, Possochowo und Kamenka sind Landsitze aus dem 19. Jahrhundert erhalten.

## Wirtschaft
Im Malaja Wischera gibt es ein Werk für technisches Glas, eine elektrotechnische Fabrik sowie holzverarbeitende Betriebe.